# No Sacrifice, No Victory
No Sacrifice, No Victory is het zevende studioalbum van de heavy- en powermetalband HammerFall uitgebracht op 20 februari in 2009.

## Geschiedenis
De band behaalde met dit album de eerste plaats in de Zweedse rock/metalranglijst (in de algemene ranglijst behaalde het de tweede plaats) en verkreeg een gouden certificaat. Het was deels opgenomen in PAMA Studios, in Torsås en deels in de Sonic Train Studios van Andy La Rocque, gitarist van King Diamond. Dit is tevens het album waarbij de band een nieuwe leadgitarist introduceerde namelijk Pontus Norgren. De tweede single van het album die uitkwam heet "My Sharona" met enkel dat nummer.

## Ranglijst[1][2]
| Land                        | Hoogste positie |
| --------------------------- | --------------- |
| Zweden                      | 2               |
| Zweden (Rock/Metal)         | 1               |
| Verenigd Koninkrijk (Rock)  | 18              |
| Verenigd Koninkrijk (Indie) | 21              |
| Zwitserland                 | 20              |
| Oostenrijk                  | 25              |
| Tsjechische Republiek       | 33              |
| Noorwegen                   | 46              |
| Griekenland                 | 7               |
| Italië                      | 81              |
| België (Vlaanderen)         | 92              |
| België (Wallonië)           | 82              |
| Frankrijk                   | 95              |
| Duitsland                   | 7               |

## Lijst van nummers
| Nr. | Titel                                  | Schrijver(s)                      | Duur |
| --- | -------------------------------------- | --------------------------------- | ---- |
| 1.  | Any Means Necessary                    | Joacim Cans, Oscar Dronjak        | 3:37 |
| 2.  | Life Is Now                            | Cans, Dronjak                     | 4:45 |
| 3.  | Punish and Enslave                     | Cans, Dronjak                     | 3:59 |
| 4.  | Legion                                 | Cans, Dronjak                     | 5:38 |
| 5.  | Between Two Worlds                     | Dronjak                           | 5:30 |
| 6.  | Hallowed Be My Name                    | Cans, Dronjak                     | 3:58 |
| 7.  | Something for the Ages (Instrumentaal) | Pontus Norgren, Fredrik Thomander | 5:06 |
| 8.  | No Sacrifice, No Victory               | Cans, Dronjak                     | 3:34 |
| 9.  | Bring the Hammer Down                  | Cans, Stefan Elmgren              | 3:43 |
| 10. | One of a Kind                          | Cans, Dronjak, Jesper Strömblad   | 6:16 |
| 11. | My Sharona (cover van The Knack)       | Doug Fieger, Berton Averre        | 3:57 |

## Bezetting
| Naam             | Functie                                       |
| ---------------- | --------------------------------------------- |
| Joacim Cans      | leadzanger, achtergrondzanger                 |
| Oscar Dronjak    | slaggitarist, leadgitarist, achtergrondzanger |
| Pontus Norgren   | slaggitarist, leadgitarist, achtergrondzanger |
| Fredrik Larsson  | basgitarist, achtergrondzanger                |
| Anders Johansson | drummer                                       |

- Jens Johansson deed de keyboard solo van het nummer "Something for the Ages" en het kerkorgel stuk van "Between Two World".
- Stefan Elmgren voegde een gitaarsolo toe aan het nummer "Bring the Hammer Down".
- Samwise Didier zorgde voor de cover van het album.

## Releasegegevens
- Een beperkte en genummerde lp-uitgave.[3]
- Een digi-packalbum met een 3D-cover.[4]
- De Japanse versie bevat een bonusvideoclip met het nummer "Any Means Necessary".[5]
- Een beperkte editie van het album met twee cd's in een zwarte doos. De eerste cd bevat alle tracks van de originele uitgave en de tweede cd bevat: de videoclip met "Any Means Necessary", een live-video-bootleg van Crimson Thunder en de live bootleg van Crimson Thunder.[6]